# Pangushan (köpinghuvudort i Kina, Jiangxi Sheng, lat 25,64, long 115,42)
Pangushan är en köpinghuvudort i Kina. Den ligger i provinsen Jiangxi, i den sydöstra delen av landet, omkring 340 kilometer söder om provinshuvudstaden Nanchang. Antalet invånare är 18 729. Befolkningen består av 9 457 kvinnor och 9 272 män. Barn under 15 år utgör 28,0 %, vuxna 15-64 år 63 %, och äldre över 65 år 8,0 %.
Runt Pangushan är det ganska tätbefolkat, med 129 invånare per kvadratkilometer. Närmaste större samhälle är Hefeng, 18,8 km norr om Pangushan. I omgivningarna runt Pangushan växer huvudsakligen savannskog.
Genomsnittlig årsnederbörd är 1 887 millimeter. Den regnigaste månaden är maj, med i genomsnitt 333 mm nederbörd, och den torraste är oktober, med 17 mm nederbörd.